# ارو رنت

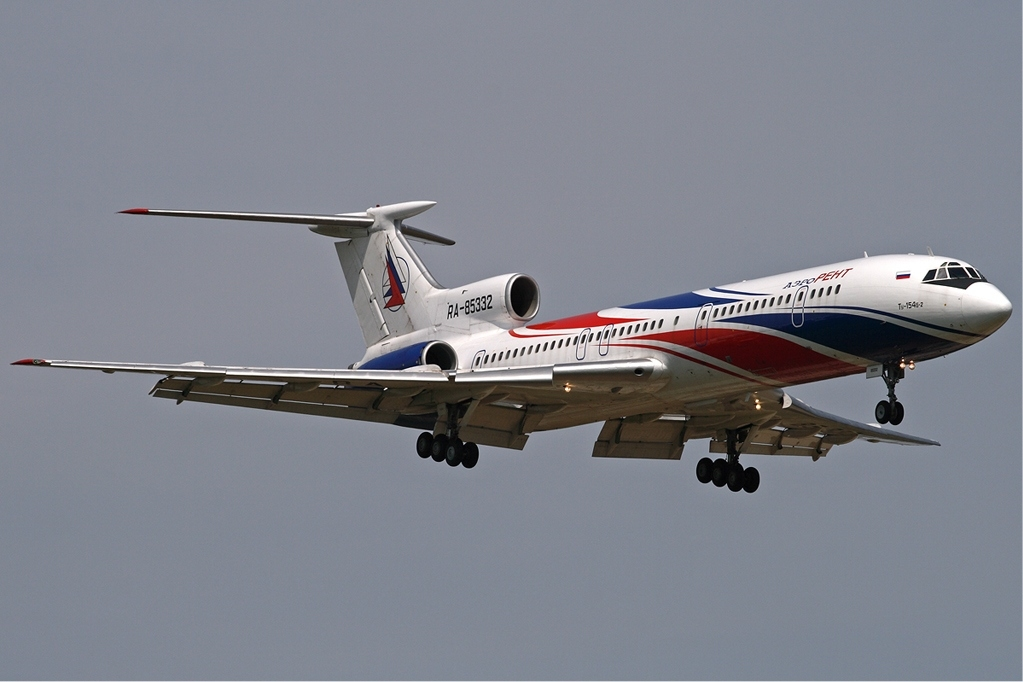
تصویر فالکون سایکلز

ارو رنت (انگلیسی: Aero Rent) شرکت هواپیمایی روس است، که در سال ۱۹۹۶ تأسیس شد.